# Amblypodia anniella
Amblypodia anniella är en fjärilsart som beskrevs av William Chapman Hewitson 1862. Amblypodia anniella ingår i släktet Amblypodia och familjen juvelvingar. Inga underarter finns listade i Catalogue of Life.